# Villa squamigera
Villa squamigera är en tvåvingeart som först beskrevs av Daniel William Coquillett 1892.  Villa squamigera ingår i släktet Villa och familjen svävflugor.
Artens utbredningsområde är Kalifornien. Inga underarter finns listade i Catalogue of Life.